# Одеський завод важкого кранобудування
ВАТ ХК «Краян» — холдингова машинобудівна компанія України в галузі кранобудування, заснована на базі колишнього «Одеського заводу важкого кранобудування ім. Січневого повстання», що знаходиться в Одесі.

## Історія

### 1863-1917
Історія підприємства починається в серпні 1863 року, коли для ремонту рухомого складу Одеської залізниці в Одесі поряд із паровозним депо були засновані залізничні майстерні.
До 1917 року Одеські залізничні майстерні Російського товариства пароплавства і торгівлі та Одеської залізниці були головними залізничними майстернями Одеської залізниці, тут працювало понад 3 тис. осіб і діяла залізнична парторганізація РСДРП(б) (керівником якої був П.П.Мізікевич).
19 березня 1917 року за рішенням Одеської Ради на промислових підприємствах Одеси було введено 8-годинний робочий день.

### 1918-1991
Після Жовтневого перевороту робітники майстерень активно підтримали революцію, у жовтні та грудні 1917 року вони виступали на підтримку передачі влади в Одесі Радам.
На початку січня 1918 року в майстернях було створено військово-революційний штаб (до складу якого увійшли П. Мізікевич, П. Забудкін та М. Алексєєв), під керівництвом якого загони Червоної гвардії захопили залізничний вокзал, товарну станцію та установи зв'язку. Робочі майстерні взяли активну участь у боях 15-16 (28-29) січня 1918 року, з використанням бронепоїзда розгромили частини УНР і в результаті — забезпечили встановлення 17 (30) січня 1918 року радянської влади в Одесі та створення Одеської радянської республіки.
Після того, як 13 березня 1918 року Одесу окупували австро-німецькі війська, робітники майстерень сформували команди двох бронепоїздів РСЧА (командирами яких стали Ф. Молочков і М. Мацко), які вели бої під Харковом і на Дону, в Одесі для ведення підпільної. роботи залишилися близько 50 більшовиків з-поміж працівників майстерень.
У липні 1918 року майстерні приєдналися до Всеукраїнського залізничного страйку (і страйкували до 9 вересня 1918 року).
Після відходу в листопаді 1918 року австро-німецьких військ з Одеси та висадки в Одесі військ Антанти робітники майстерень продовжували саботаж і брали участь у відновленні радянської влади в Одесі 5 січня 1919 року.
Після того, як 25 серпня 1919 року місто зайняли війська ЗСПР, у майстернях була створена «трійка» для ведення організаційної підпільної роботи та почала діяти військово-підривна група В. Гренць. З наближенням до Одеси військ РСЧА в ході Одеської наступальної операції 11 січня — 8 лютого 1920 за наказом ревкому робітники майстерень зайняли Одеське залізничне депо і станцію і не допустили викрадення залізничного складу за кордон.
Загалом, за роки громадянської війни виробництво значно скоротилося — до 14,8 % від кількості паровозів та 4,2 % вагонів, випущених у 1913 році.
У 1920 році в майстернях працювали 2 тисячі робітників (у тому числі 60 комуністів і 23 комсомольці).
Після закінчення громадянської війни майстерні були реконструйовані.
У листопаді 1923 року головні залізничні майстерні були перейменовані на Січневі залізничні майстерні — на честь 5-ї річниці повстання в Одесі в січні 1918 року.
До 1930 року майстерні виконували капітальний ремонт паровозів і товарних вагонів, в 1930 майстерні були перетворені в кранобудівний завод.
В 1931 завод побудував перший паровий рейковий кран (6-тонний «Январець-1»), який став первістком радянського кранобудування. Протягом років передвоєнних п'ятирічок завод освоїв виробництво нових видів продукції, удосконалював конструкції кранів. У цей час заводом випускалися крани вантажністю 6, 15, 20, 45 т та інша продукція. До початку 1939 року завод входив до чотирьох найбільших підприємств машинобудування Одеси.
Після початку німецько-радянської війни завод освоїв випуск продукції військового призначення. Вже в перші тижні війни завод побудував на шасі вантажівок ЗІС-6, що прибули на підприємство для переобладнання в автокрани, п'ятнадцять «ремлетучок». З наближенням до міста лінії фронту робітники заводу взяли активну участь у будівництві оборонних споруд. У липні 1941 року почалася евакуація заводу, більша частина обладнання була відправлена ешелонами на Кіровський машинобудівний завод імені 1 травня та на Курган.
Під час оборони Одеси завод відновив і передав до Приморської армії десять танків БТ, виявлених в ешелонах, що прибули до Одеси — при цьому кілька танків було модернізовано (для цього один з цехів заводу був переобладнаний в танкоремонтні майстерні), брав участь у будівництві трьох бронепоїздів (при цьому більшість осіб у команді першого одеського бронепоїзда № 22 складали робітники заводу ім. Січневого повстання), а пізніше освоїв виробництво бронетракторів НІ-1, 50-мм та 82-мм мінометів  (при цьому екіпажами трьох випущених заводом бронетракторів НІ-1 стали робітники заводу). Після створення 22 серпня 1941 року оперативно-виробничої групи при Військовій раді Одеського оборонного району завод було передано у пряме підпорядкування групи. Під час окупації міста німецько-румунськими військами робітники заводу імені Січневого повстання були серед одеських підпільників.
У ході бойових дій та під час окупації завод був повністю зруйнований. Німецька адміністрація спробувала використати організувати на заводі ремонт залізничних вагонів, але радянська підпільна група, що діяла в Одесі, якою керував прикордонник П. В. Кудрін, вивела з ладу протипожежні засоби та підпалила вагони, доставлені на завод для ремонту.
У 1944 році почалося відновлення підприємства.
У 1946 році завод освоїв серійний випуск автомобільних кранів.
З 1960 року спеціалізацією заводу стало виробництво великовантажних пневматичних колісних кранів.
1963 року завод ім. Січневого Повстання був нагороджений орденом Трудового Червоного Прапора.
З початку 1970-х завод став випускати 40-, 63- і 100-тонні крани. Загалом у 1946-1974 роки заводом було створено понад 25 модифікацій кранів різної вантажності, деякі з них були нагороджені дипломами ВДНГ СРСР. До 1974 року завод освоїв виробництво 16-тонних і 25-тонних кранів для роботи в умовах Крайньої Півночі Росії; крім того, на підприємстві проводилися сталеве та чавунне лиття для кранів, поковки та штампування, здійснювалися механічна та термічна обробка деталей.
У 1975 році завод став головним підприємством виробничого об'єднання імені Січневого повстання.
На початку 1980-х років на заводі діяли комплексно-механізовані ділянки та потокові конвеєрні лінії, основною продукцією підприємства були стрілові самохідні крани на пневматичному колісному ходу вантажністю 25, 40, 63 та 100 тонн.
У 1982 році на заводі був спроєктований і побудований перший в СРСР автомобільний гідравлічний кран вантажністю 100 тонн (встановлений на спеціально розробленому шасі).
Постановою Ради Міністрів СРСР 18 вересня 1987 р. на заводі було організовано спільне підприємство «Кранлод» з фірмою «Liebherr», яка ще в 70-х роках поставила в СРСР понад 330 кранів підвищеної прохідності на всюдихідних шасі для експлуатації у важкодоступних нафтогазовидобутках райони Сибіру.
Багато працівників заводу відзначені державними нагородами (токар Віктор Чербаєв та інші).
Перший кран ЛТМ-1050-4 з'явився влітку 1988, освоювалося виробництво ЛТМ-1050 і ЛТМ-1070 вантажністю 50 і 63. Готувалися до підписання документи щодо вступу до СП польського об'єднання «BUMAR». Вже 1992 року планувалося досягти випуску 1200 короткобазних кранів щорічно, при локалізації 90 %, але розпад СРСР [не] дав планам реалізуватися й у 1994 році СП було ліквідовано. Загалом за час існування СП було випущено близько двохсот 50-тонних кранів.

### Після 1991
Після проголошення незалежності України завод був приватизований і перетворений на холдингову компанію «Краян». Встановлений перед входом на завод пам'ятник Володимиру Леніну в 1992 був проданий власнику ресторану зі США Гарві Ґофу (який встановив його в місті Даллас з написом «America’s Won» на постаменті).
На початку 1990-х років завод входив до переліку провідних підприємств міста.
Вже під маркою «Краян» завод деякий час продовжував випуск кранів на пневмоколісному ходу, автомобільних кранів і кранів на спецшасі з телескопічною стрілою. Високий рівень продукції «Краяна» був відзначений Золотою Зіркою.
У 1994-1995 роках на підприємстві працювало близько 5000 осіб, на 2000 рік чисельність штату склала 1303 особи, а за даними на 1 січня 2001 року — 1262 людини.
Починаючи з 1997 року підприємство працювало з мінімальним навантаженням, цього року було випущено 24 крани. Випуск 20 кранів 1998 року було забезпечено, переважно, рахунок незавершеного виробництва, 1999 року випуск упав до 4 кранів.
В 1999 було порушено справу про банкрутство заводу. У 2001 році під час проведення першої процедури санації (до початку якої на заводі продовжували працювати близько 1000 осіб) було продано 90% території заводу, на якій розпочали демонтаж обладнання, у 2002 році на підставі мирової угоди між ВАТ ХК «Краян» та ТОВ «Істріан» процедуру банкрутства заводу було зупинено.
12 липня 2005 року Кабінет міністрів України вніс ВАТ ХК «Краян» до переліку підприємств та організацій, передприватизаційна підготовка яких мала бути здійснена насамперед, 26 грудня 2005 року Кабінет міністрів України ухвалив рішення про підготовку до продажу у 2006 році 100 % акцій ВАТ ХК «Краян» (що перебували у державній власності).
26 квітня 2006 року складальний цех заводу перейшов у власність ТОВ «Укрзакордонпраця».
Ухвалене у вересні 2006 року рішення Одеського господарського суду про банкрутство ХК «Краян» було опротестовано, однак у березні 2007 року вищий господарський суд України затвердив рішення суду першої інстанції про визнання ХК «Краян» банкрутом.
У вересні 2012 року начальник відділення Фонду державного майна України в Одеській області Олексій Косьмін повідомив на пресконференції, що в результаті рейдерської атаки за участю депутата з блоку Юлії Тимошенко колишній завод перебуває у вельми жалюгідному стані і є «голими стінами, а місцями немає та стін».
27 травня 2015 року було розібрано будівлю ливарного цеху заводу, що знаходилося в аварійному стані.
12 жовтня 2015 року внаслідок пожежі повністю згорів недіючий одноповерховий столярний цех заводу 1902 року будівництва.

## Продукція у різні роки
40-, 63- та 100-тонні крани на пневмоколісному ходу під індексом «КС» (КС-6362, КС-7362, КС-8362), до цього на заводі розроблялися та вироблялися під індексом «К» (наприклад, К-161, К-166, К-255, К-406 тощо).
Спільно з польським об'єднанням «BUMAR» завод розробляв та випускав крани типу «КС» під маркою «Январець-BUMAR» вантажністю від 40 т до 250 т на спеціальному шасі виробництва об'єднання «BUMAR» з телескопічною стрілою.
До 1917 року Одеські залізничні майстерні Російського товариства пароплавства і торгівлі та Одеської залізниці були головними залізничними майстернями Одеської залізниці, тут працювали понад 3 тис. осіб і діяла залізнична парторганізація РСДРП(б) (керівником якої був П. Мізікевич.
Також завод виготовляв парові та рухові залізничні крани з індексом «Я» («Январець») та з іншими індексами.

## Справа заводу «Краян»
Основна стаття:  Справа заводу «Краян».
У вересні 2016 року Одеська міська рада купила будівлю, що входить до комплексу заводу «Краян», за 185 млн грн. Національне антикорупційне бюро України пізніше заявило, що раніше ця будівля була куплена за 11,5 млн гривень у фіктивної компанії й у зв'язку з цим почало розслідування. Через рік, 23 жовтня 2017 року силовики провели обшук у міського голови Геннадія Труханова, якому повідомили про підозру у цій справі. Депутат Верховної ради Сергій Лещенко говорив про те, що кінцевими бенефіціарами цієї угоди є Олександр Турчинов та Олександр Дубовий.